# The Goldwyn Follies

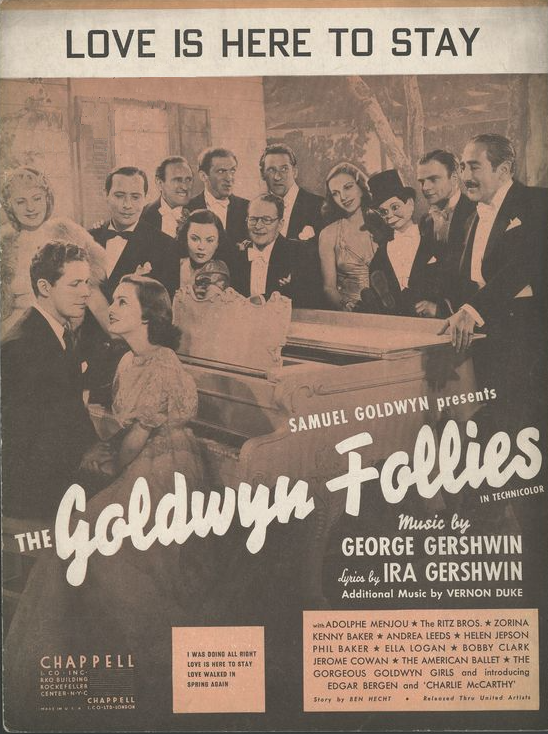
Couverture d'une partition de la musique du film Hollywood en folie (The Goldwyn Follies), 1938

Hollywood en folie (The Goldwyn Follies) est un film musical américain réalisé en 1938 par George Marshall, écrit par Ben Hecht, Sid Kuller, Sam Perrin et Arthur Phillips, avec des musiques de George Gershwin, Vernon Duke et Ray Golden et des paroles d'Ira Gershwin. The Goldwyn Follies est le premier film en Technicolor produit par Samuel Goldwyn.

## Distribution
- Adolphe Menjou : Oliver Merlin
- The Ritz Brothers
- Vera Zorina : Olga Samara
- Kenny Baker : Danny Beecher
- Roland Drew (non crédité) : Igor